# Édouard Philippe
Édouard Charles Philippe (Rouen, 28 novembre 1970) è un funzionario e politico francese, primo ministro della Francia dal 15 maggio 2017 al 3 luglio 2020.
Laureato al Sciences Po e all'ENA, membro del Consiglio di Stato, ha fatto campagna negli anni '90 per il Partito Socialista, dove ha sostenuto Michel Rocard, prima di svoltare a destra. Nel 2002 ha partecipato alla creazione dell'UMP insieme ad Alain Juppé. Dopo essere stato per breve tempo membro del gabinetto di quest'ultimo presso il Ministero dell'ecologia nel 2007, è entrato a far parte della società Areva.
È stato eletto sindaco di Le Havre e presidente della comunità dell'agglomerato di Le Havre (CODAH) nel 2010, poi deputato per la Senna-Marittima nel 2012. Portavoce di Alain Juppé durante le primarie di destra e centro del 2016, sostiene François Fillon, che si ritira dalla campagna presidenziale quando viene accusato di lavori fittizi.
Il nuovo presidente della Repubblica, Emmanuel Macron, lo nomina a capo di un primo governo, poi di un secondo dopo le elezioni legislative del 2017. A Matignon, Édouard Philippe si confronta in particolare con il movimento dei gilet gialli, porta avanti un contestato progetto di riforma delle pensioni e gestisce gli inizi della pandemia di COVID-19. Dopo le elezioni comunali del 2020, si è dimesso dalla carica di capo del governo e diventa sindaco per una seconda volta di Le Havre.

## Formazione
Figlio di insegnanti, cresce in una famiglia di sinistra. Dopo il baccalaureato a Bonn, nel 1992 si laurea all'Istituto di Studi Politici di Parigi. Tra il 1995 e il 1997 frequenta l'École nationale d'administration di Strasburgo per poi iniziare la propria carriera professionale lavorando al Consiglio di Stato.

## Carriera politica

### Primi anni
Durante gli anni all'Istituto di studi politici è politicamente vicino al Partito Socialista e sostenitore del primo ministro Michel Rocard. Il primo incarico politico rivestito è la carica di vice-sindaco del comune di Le Havre, nel 2001.
Nel 2002 si candida alle elezioni legislative nel distretto 8 della Senna Marittima, ma non viene eletto. A partire dal 2002 si allontana dalle posizioni socialiste per avvicinarsi a quelle della destra. In questi anni collabora con Alain Juppé per la fondazione dell'UMP, movimento di cui resta direttore generale dei servizi fino al 2004. Dal 2004 al 2008 è consigliere regionale della Alta Normandia.
Nel 2007, dopo la vittoria alle elezioni presidenziali di Sarkozy, Alain Juppé viene nominato ministro dell'ecologia nel primo governo Fillon e Philippe collabora al ministero per un breve periodo.

### Sindaco di Le Havre e deputato
Nel 2008 viene eletto al consiglio generale della Senna Marittima per il comune di Le Havre, viene nominato assessore e, nel 2009, di nuovo vice-sindaco di Le Havre. Il 24 ottobre 2010, dopo le dimissioni del predecessore Rufenacht, viene eletto sindaco di Le Havre e il successivo 18 dicembre diventa anche presidente dell'agglomerato urbano di Le Havre.
Dal 2012 è deputato per la regione della Senna Marittima, subentrato a Jean-Yves Besselat dopo la sua morte il 23 marzo e confermato nella carica dalle successive elezioni legislative. Il 24 marzo 2014 è rieletto sindaco di Le Havre al primo turno, con il 52,04% dei voti.

### Elezioni presidenziali del 2017 e nomina a primo ministro
Nelle elezioni presidenziali del 2017 sostiene la candidatura di Alain Juppé alle primarie del partito repubblicano. Dopo la sconfitta e la nomina di François Fillon a candidato ufficiale del partito alla presidenza della repubblica, ne sostiene la candidatura fino al 2 marzo 2017, quando decide di uscire dalla campagna elettorale in seguito agli scandali che hanno colpito il candidato repubblicano.
In rispetto alla legge sul cumulo dei mandati, ha rinunciato a candidarsi per le elezioni legislative del 2017. Dopo la vittoria alle elezioni presidenziali, il 15 maggio 2017 il presidente Macron lo nomina primo ministro. Il 28 giugno 2020 viene eletto sindaco di Le Havre, carica già ricoperta dal 2010 fino alla nomina a primo ministro. Il 3 luglio successivo si dimette dalla carica di primo ministro della repubblica francese.

### La fondazione di Horizons
Il 9 ottobre 2021, con lo scopo di attrarre voti dall'area di centro-destra a favore della riconferma di Macron a Presidente nelle elezioni presidenziali della primavera 2022, fonda il partito liberalconservatore Horizons.
Il 3 settembre 2024, nel corso di un'intervista al settimanale Le Point, Édouard Philippe ha annunciato la sua candidatura alle presidenziali del 2027.

## Vita privata
È sposato con Édith Chabre, direttrice esecutiva dell'Istituto di studi politici di Parigi e hanno 3 figli.
È affetto da vitiligine, malattia responsabile dello sbiancamento della barba. Nel 2023, ha annunciato anche di soffrire di alopecia, malattia che gli ha fatto perdere i peli del viso.

## Pubblicazioni
- Con Gilles Boyer, Ediciones Flammarion, Fiction politique, marzo 2007, ISBN 2081237725 e ISBN 9782081237728
- Con Gilles Boyer, Ediciones Jean-Claude Lattès, Romans contemporains, 2011, ISBN 2709637553 e ISBN 9782709637558